# Ди (флейта)
Ди (кит. 笛, пиньинь dí), дицзы (кит. 笛子, пиньинь dízi) — китайская поперечная флейта с шестью игровыми отверстиями. В большинстве случаев ствол ди изготавливается из бамбука или тростника, но встречаются ди, выполненные из других пород дерева и даже из камня, чаще всего нефрита. Вблизи закрытого конца ствола находится отверстие для вдувания воздуха, рядом с ним — отверстие, прикрытое тончайшей тростниковой или камышовой плёнкой; 4 дополнительных отверстия, расположенных около открытого конца ствола, служат для подстройки. Ствол флейты обычно перевязывается нитяными кольцами, покрытыми чёрным лаком. Способ игры такой же, как и на поперечной флейте. Тембр её очень звонкий и сочный, звонкость обусловлена резонированием тростниковой плёнки.
Ди — один из наиболее распространённых в Китае духовых инструментов. Предположительно был завезён из Средней Азии в период между 140 и 87 г. до н. э. (по преданию, её привез посол Чжан Цянь в эпоху правления ханьского императора У-ди). Однако в ходе недавних археологических раскопок в провинции Чжэцзян были обнаружены костяные поперечные флейты возрастом около 8000 лет, весьма схожие по конструкции с современными ди (хотя и без характерного заклеиваемого отверстия), что свидетельствует в пользу гипотезы о китайском происхождении ди. Легенда гласит, что Хуан-ди приказал своим сановникам сделать первую флейту из бамбука.
Существуют ди двух родов: цюйди (в оркестре музыкальной драмы жанра «Куньцюй») и банди (в оркестре музыкальной драмы жанра «банцзы» в северных провинциях). Строй банди несколько выше. Разновидность флейты без заклеиваемого отверстия называется мэньди.

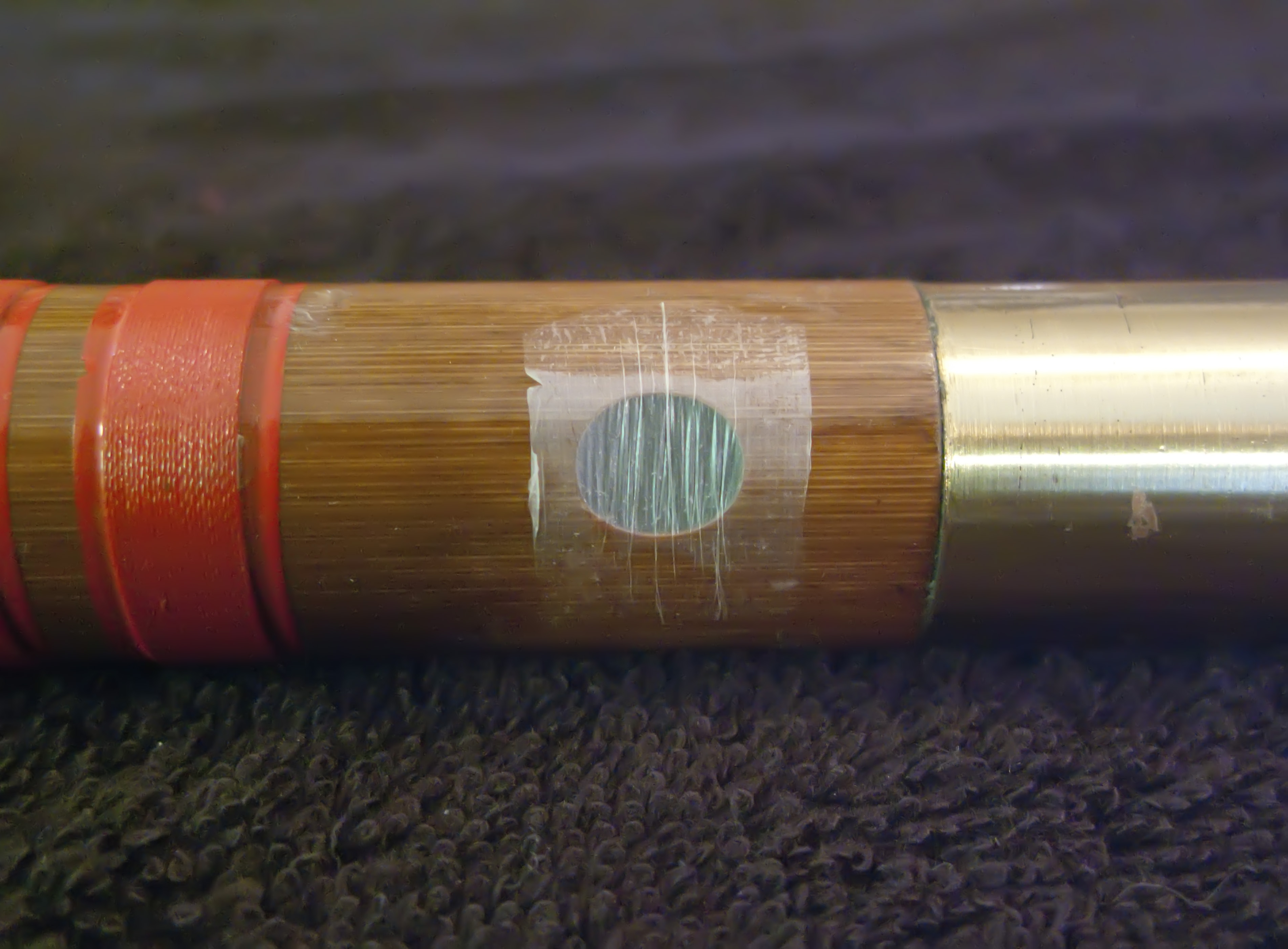
Крупный план ди мо на ди, а также металлический соединение ди
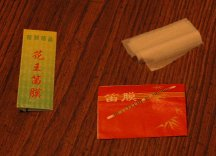
Бамбуковая мембрана ди или димо
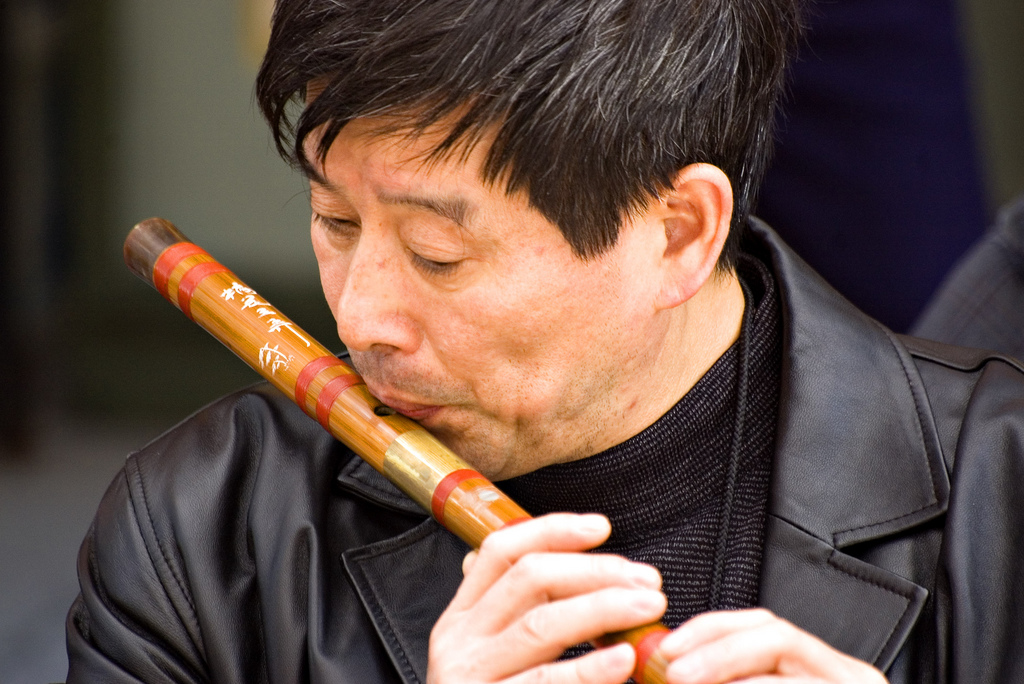